# Cassandre
Adolphe Jean-Marie Mouron (Járkov, Ucrania, 24 de enero de 1901 – París, 17 de junio de 1968), conocido por el seudónimo de Cassandre, fue un cartelista y diseñador gráfico francés de origen ucraniano.

## Datos biográficos
Nacido en Járkov, Ucrania en 1901, de padres franceses, siendo joven se mudó a París donde estudió en la Academia de Bellas Artes y en la Academia Julian, se lo puede considerar como el precursor del cartel moderno tal y como hoy lo conocemos. En los años 20 y 30 fue uno de los diseñadores de afiches más admirado en Francia, integrando la llamada Alliance Graphique junto a Charles Loupot y Maurice Moyrand. En la segunda mitad de los años 1930s trabajó en Estados Unidos, creando las cubiertas de revistas como Harper´s Bazaar y Fortune. 
Después de la guerra, de regreso a Francia creó escenografías y vestuarios teatrales, intentando ampliar su campo a la pintura. Entre sus últimos trabajos se destaca el perdurable logotipo de Yves Saint Laurent. Deprimido, se suicidó en París en 1968.

## Influencias
En sus obras se puede observar la influencia de las vanguardias artísticas de la época de entreguerras del siglo XX, como el cubismo, el purismo de Le Corbusier, e incluso el futurismo con los recursos gráficos líneas cinéticas y sensación de velocidad.
Se destacó también por su estilo Art Deco con figuras geométricas y colores oscuros y metálicos , bordes afilados, admirando sus detalles estilizados y objetos decorativos, por otro lado tuvo influencia del Bauhaus que le permitió explotar en el mundo del diseño creando así su propia empresa  con sus propios diseños. 

## Citas
El mismo definía el cartel 
"Es difícil determinar cual es el lugar que le corresponde al cartel entre las artes pictóricas. Unos lo consideran una rama más de la pintura, lo cual es erróneo, otros lo colocan entre las artes decorativas y en mi opinión están igualmente equivocados."
El cartel no es pintura ni decorado teatral, sino algo diferente aunque a veces utilice los medios de uno u otro.
El cartel exige la renuncia del artista a firmar su personalidad. Si lo hace rompe las reglas del juego. La pintura es un fin en sí misma, mientras que el cartel es un medio para un fin, un medio de comunicación entre el anunciante y el público, semejante a un telegrama. El cartelista desempeña la labor de operador de telégrafos. En consecuencia emite y transmite un mensaje que no debe contener, información detallada. Únicamente se exige de él que establezca una clara, poderosa siempre y precisa comunicación

## Obra
- L'Intransigeant
- L'Étoile du Nord
- Nord Express
- Dubo, Dubon, Dubonnet
- Nicolas
- Tipografía Peignot
- Logotipo de Yves Saint Laurent

## Literatura
- robert k. Brown, susan Reinhold. 1979. The poster art of A. M. Cassandre. Dutton, New York, ISBN 0-525-18175-X
- henri Mouron. 1991. A. M. Cassandre. Plakatmaler, Typograph, Bühnenbildner. Schirmer Mosel, Múnich, ISBN 3-88814-431-0
- anne-marie Sauvage (eds.) 2005. A. M. Cassandre. Œuvre graphiques modernes, 1923-1939. Bibliothèque Nationale, Paris ISBN 2-7177-2335-8 (catálogo de la exposición)
- Cassandre se ganó su estatus con obras como Bucheron, o Woodcutter